# Белабр (кантон)
Бела́бр (фр. Bélâbre) — кантон во Франции, находится в регионе Центр. Департамент кантона — Эндр. Входит в состав округа Ле-Блан.
Код INSEE кантона — 3604. Всего в кантон Белабр входят 7 коммун, из них главной коммуной является Белабр.

## Коммуны кантона
| Коммуна            | Население, чел | Почтовый индекс | Код INSEE |
| ------------------ | -------------- | --------------- | --------- |
| Белабр             | 958            | 36370           | 36016     |
| Линьяк             | 581            | 36370           | 36094     |
| Мовьер             | 329            | 36370           | 36114     |
| Приссак            | 694            | 36370           | 36168     |
| Сен-Илер-сюр-Бенез | 351            | 36370           | 36197     |
| Тийи               | 169            | 36310           | 36223     |
| Шале               | 167            | 36370           | 36036     |

## Население
Население кантона на 2007 год составляло 3 249 человек.
| 1962  | 1968  | 1975  | 1982  | 1990  | 1999  | 2006  | 2007  |
| ----- | ----- | ----- | ----- | ----- | ----- | ----- | ----- |
| 4 363 | 4 739 | 4 132 | 3 625 | 3 429 | 3 306 | 3 256 | 3 249 |